# 河原祥子
河原 祥子（かわはら しょうこ、1973年1月24日 - ）は、日本のフリーアナウンサー。オフィスキイワード大阪本社所属。

## 来歴
岡山県岡山市出身。岡山県立岡山芳泉高等学校、フェリス女学院大学文学部国文学科卒業。中学校・高等学校の教員免許（教科：国語）を取得している。
大学を卒業後、1995年からテレビ高知のアナウンサーを務めていた。
退社後は、故郷の岡山を拠点に活動。山陽放送（現・RSK山陽放送）の契約キャスターとなり、同局の番組に10年近く出演した。
オフィスキイワードへの所属後には近畿地方の番組にも出演しているが、岡山での活動も続けている。

## 担当番組

### テレビ高知
- はらたいらのおらんく風土記
- 県民ニュース[6]
- 歌って走ってキャラバンバン[6]
- じゃらん！2モーニング
- 今日も交通安全 - オフィスキイワード公式サイトのプロフィールには「RSK山陽放送」と記されているが、実際にはテレビ高知で放送された番組である[1]。

### フリー転向後
- 国司憲一郎の元気一番!（RSKテレビ） - 司会
- アンクル岩根のギャラリー情報（RSKテレビ）[3]
- 秋山豊寛のどんぶらこ（RSKテレビ）[7]
- 秋山豊寛の早起きどんぶらこ（RSKテレビ）[7]
- どきどき！ラジオタウン（RSKラジオ） - 木曜担当[7]
- 山陽TVイブニングニュース（RSKテレビ）[8]
- イブニングDonDon（RSKテレビ） - ローカルニュース担当
- RSKイブニングニュース（RSKテレビ） - 平日キャスター（2006年4月 - 2009年9月）、木曜・金曜キャスター（2009年10月 - 2010年3月）
- 島島ラジオ ART SETOUCHI 2010（RSKラジオ/RNCラジオ） - 山陽放送側のパーソナリティとして出演。
- ぽじポジたまご（KBS京都）
- 板東英二の欲バリ市場 → 欲バリ市場（毎日放送、2011年9月1日 - 2013年3月29日）
- コレキメ（毎日放送、2013年4月1日 - ）